# پیتر عطیه
پیتر عطیه (انگلیسی: Peter Attia؛ ‏ ۱۹ مارس ۱۹۷۳) پزشک و جراح کانادایی-آمریکایی است که تمرکزش بر افزایش طول عمر است. وی همچنین نخستین کسی است که فاصلهٔ میان دو جزیرهٔ لانائی و مائوئی را به‌طور رفت و برگشت شنا کرد. وی از تبار قبطی‌های کشور مصر است.
پیتر عطیه ابتدا در رشتهٔ مهندسی مکانیک و ریاضی کاربردی در دانشگاه کویینز تحصیل و مدرک کارشناسی دریافت نمود. سپس در رشتهٔ پزشکی درس خواند و مدرک دکترای خود را در این رشته از دانشکده پزشکی دانشگاه استنفورد دریافت کرد. او سپس دورهٔ تخصصی رشتهٔ جراحی عمومی را به مدت پنج سال در بیمارستان جانز هاپکینز در بالتیمور طی نمود و دورهٔ ۲ سالهٔ فوق‌تخصص جراحیِ سرطان خود را در مؤسسه ملی سرطان در مؤسسه ملی سلامت در بتزدا، مریلند زیر نظر استیون روزنبرگ گذراند. او در سال ۲۰۱۳ یکی از سخنرانان تدمد بود. وی در سال ۲۰۱۴ کلینیک خصوصی «عطیه مدیکال» را بنیان نهاد که تمرکزش بر علوم کاربردی افزایش طول عمر و عملکرد بهینه است.